# 白花狸藻
白花狸藻（学名：Utricularia albiflora）为澳大利亚昆士兰州特有的狸藻属食虫植物。其种加词“albiflora”来源于拉丁文“albus”和“flos”，意为“白色的花朵”。